# Forêts sclérophylles et mixtes de la mer Égée et de Turquie occidentale
de la mer Égée

Localisation
Les forêts sclérophylles et mixtes de la mer Égée et de Turquie occidentale forment une écorégion terrestre définie par le Fonds mondial pour la nature (WWF), qui appartient au biome des forêts, zones boisées et maquis méditerranéens de l'écozone paléarctique. Elle comprend les côtes et les plaines de l'Ouest de la Turquie, la majeure partie de la Grèce continentale jusqu'à la frontière macédonienne, y compris le Péloponnèse, la Thrace et de nombreuses îles Égéennes, et comporte une extension sur la côte orientale de la mer de Marmara.